# سولینیانو
سولینیانو (به ایتالیایی: Solignano) یک کومونه در ایتالیا است که در استان پارما واقع شده‌است.

## خصوصیات
سولینیانو ۷۳٫۶ کیلومترمربع مساحت و ۱٬۸۶۶ نفر جمعیت دارد.